# Pattinaggio di velocità ai XXII Giochi olimpici invernali - 500 m femminile
I 500 metri femminili di pattinaggio di velocità dei XXII Giochi olimpici invernali di Soči si sono svolti l'11 febbraio 2014"
Detentrice del titolo di campionessa olimpica uscente era la sudcoreana Lee Sang-Hwa, che vinse a Vancouver 2010 (in Canada), precedendo la tedesca Jenny Wolf (medaglia d'argento) e la cinese Wang Beixing (medaglia di bronzo).
La sudcoreana Lee Sang-Hwa si è confermata campionessa olimpica, precedendo la russa Ol'ga Fatkulina, medaglia d'argento, e l'olandese Margot Boer, medaglia di bronzo.

## Record
Prima di questa competizione, i record mondiali erano i seguenti.
| Record mondiale | Lee Sang-Hwa         | 1'12"93 | Salt Lake City      | 16 novembre 2013 |
| Record olimpico | Catriona Le May Doan | 1'14"75 | Salt Lake City 2002 | 14 febbraio 2002 |

## Risultati
| Pos.    | Nome                       | Nazione       | Corsa 1  | Corsa 1 | Corsa 1 | Corsa 2  | Corsa 2 | Corsa 2 | Totale | Totale   | Note            |  |
| Pos.    | Nome                       | Nazione       | Batteria | Tempo   | Pos.    | Batteria | Tempo   | Pos.    | Tempo  | Distacco | Note            |  |
| ------- | -------------------------- | ------------- | -------- | ------- | ------- | -------- | ------- | ------- | ------ | -------- | --------------- |  |
| Oro     | Lee Sang-Hwa               | Corea del Sud | 18       | 37"42   | 1       | 17       | 37"28   | 1       | 74"70  | —        | Record olimpico |  |
| Argento | Ol'ga Fatkulina            | Russia        | 16       | 37"57   | 2       | 16       | 37"49   | 2       | 75"06  | +0"36    |                 |  |
| Bronzo  | Margot Boer                | Paesi Bassi   | 17       | 37"77   | 5       | 13       | 37"71   | 3       | 75"48  | +0"78    |                 |  |
| 4       | Zhang Hong                 | Cina          | 8        | 37"58   | 3       | 15       | 37"99   | 7       | 75"58  | +0"88    |                 |  |
| 5       | Nao Kodaira                | Giappone      | 17       | 37"88   | 7       | 16       | 37"72   | 4       | 75"61  | +0"91    |                 |  |
| 6       | Jenny Wolf                 | Germania      | 15       | 37"93   | 8       | 15       | 37"73   | 5       | 75"67  | +0"97    |                 |  |
| 7       | Wang Beixing               | Cina          | 16       | 37"82   | 6       | 17       | 37"86   | 6       | 75"68  | +0"98    |                 |  |
| 8       | Heather Richardson         | Stati Uniti   | 15       | 37"73   | 4       | 14       | 38"02   | 8       | 75"75  | +1"05    |                 |  |
| 9       | Maki Tsuji                 | Giappone      | 14       | 38"4    | 10      | 11       | 38"44   | 11      | 76"84  | +2"14    |                 |  |
| 10      | Karolína Erbanová          | Rep. Ceca     | 11       | 38"23   | 9       | 12       | 38"62   | 13      | 76"86  | +2"16    |                 |  |
| 11      | Laurine van Riessen        | Paesi Bassi   | 14       | 38"645  | 14      | 13       | 38"35   | 9       | 76"99  | +2"29    |                 |  |
| 12      | Christine Nesbitt          | Canada        | 10       | 38"53   | 11      | 10       | 38"61   | 12      | 77"15  | +2"45    |                 |  |
| 13      | Brittany Bowe              | Stati Uniti   | 18       | 38"81   | 17      | 10       | 38"37   | 10      | 77"19  | +2"49    |                 |  |
| 14      | Miyako Sumiyoshi           | Giappone      | 13       | 38"644  | 13      | 9        | 38"62   | 13      | 77"26  | +2"56    |                 |  |
| 15      | Lauren Cholewinski         | Stati Uniti   | 12       | 38"54   | 12      | 14       | 38"80   | 19      | 77"35  | +2"65    |                 |  |
| 16      | Lotte van Beek             | Paesi Bassi   | 6        | 38"67   | 15      | 12       | 38"73   | 17      | 77"40  | +2"70    |                 |  |
| 17      | Ekaterina Malyševa         | Russia        | 11       | 38"78   | 16      | 11       | 38"76   | 18      | 77"55  | +2"85    |                 |  |
| 18      | Angelina Golikova          | Russia        | 5        | 38"82   | 18      | 8        | 38"85   | 22      | 77"68  | +2"98    |                 |  |
| 19      | Marrit Leenstra            | Paesi Bassi   | 2        | 39"03   | 21      | 7        | 38"70   | 16      | 77"74  | +3"04    |                 |  |
| 20      | Lee Bo-Ra                  | Corea del Sud | 10       | 38"93   | 20      | 8        | 38"82   | 21      | 77"75  | +3"05    |                 |  |
| 21      | Denise Roth                | Germania      | 1        | 39"08   | 23      | 6        | 38"69   | 15      | 77"78  | +3"08    |                 |  |
| 22      | Ekaterïna Aydova           | Kazakistan    | 12       | 39"04   | 22      | 7        | 38"80   | 19      | 77"85  | +3"15    |                 |  |
| 23      | Qi Shuai                   | Cina          | 3        | 38"89   | 19      | 9        | 38"99   | 23      | 77"89  | +3"19    |                 |  |
| 24      | Kim Hyun-Yung              | Corea del Sud | 7        | 39"19   | 24      | 6        | 39"04   | 24      | 78"23  | +3"53    |                 |  |
| 25      | Ekaterina Lobyševa         | Russia        | 8        | 39"202  | 25      | 5        | 39"04   | 24      | 78"24  | +3"54    |                 |  |
| 26      | Park Seung-Ju              | Corea del Sud | 2        | 39"207  | 26      | 5        | 39"11   | 26      | 78"31  | +3"61    |                 |  |
| 27      | Vanessa Bittner            | Austria       | 9        | 39"33   | 30      | 2        | 39"17   | 27      | 78"50  | +3"80    |                 |  |
| 28      | Anastasia Bucsis           | Canada        | 5        | 39"272  | 27      | 4        | 39"25   | 28      | 78"52  | +3"82    |                 |  |
| 29      | Sugar Todd                 | Stati Uniti   | 4        | 39"278  | 28      | 4        | 39"25   | 28      | 78"53  | +3"83    |                 |  |
| 30      | Yvonne Daldossi            | Italia        | 4        | 39"30   | 29      | 3        | 39"34   | 31      | 78"64  | +3"94    |                 |  |
| 31      | Zhang Shuang               | Cina          | 6        | 39"40   | 31      | 3        | 39"25   | 28      | 78"65  | +3"95    |                 |  |
| 32      | Marsha Hudey               | Canada        | 7        | 39"59   | 32      | 1        | 39"63   | 33      | 79"22  | +4"52    |                 |  |
| 33      | Danielle Wotherspoon-Gregg | Canada        | 9        | 39"76   | 33      | 2        | 39"56   | 32      | 79"32  | +4"62    |                 |  |
| 34      | Gabriele Hirschbichler     | Germania      | 3        | 39"82   | 34      | 1        | 39"69   | 34      | 79"51  | +4"81    |                 |  |
|         | Judith Hesse               | Germania      | 13       |         | DSQ     |          |         |         |        |          |                 |  |

Data: Martedì 11 febbraio 2014 

Ora locale: 16:45 
 
Pista: Adler Arena

Legenda:
- DNS = non partito (did not start)
- DNF = prova non completata (did not finish)
- DSQ = squalificato (disqualified)
- Pos. = posizione